# Hawayij

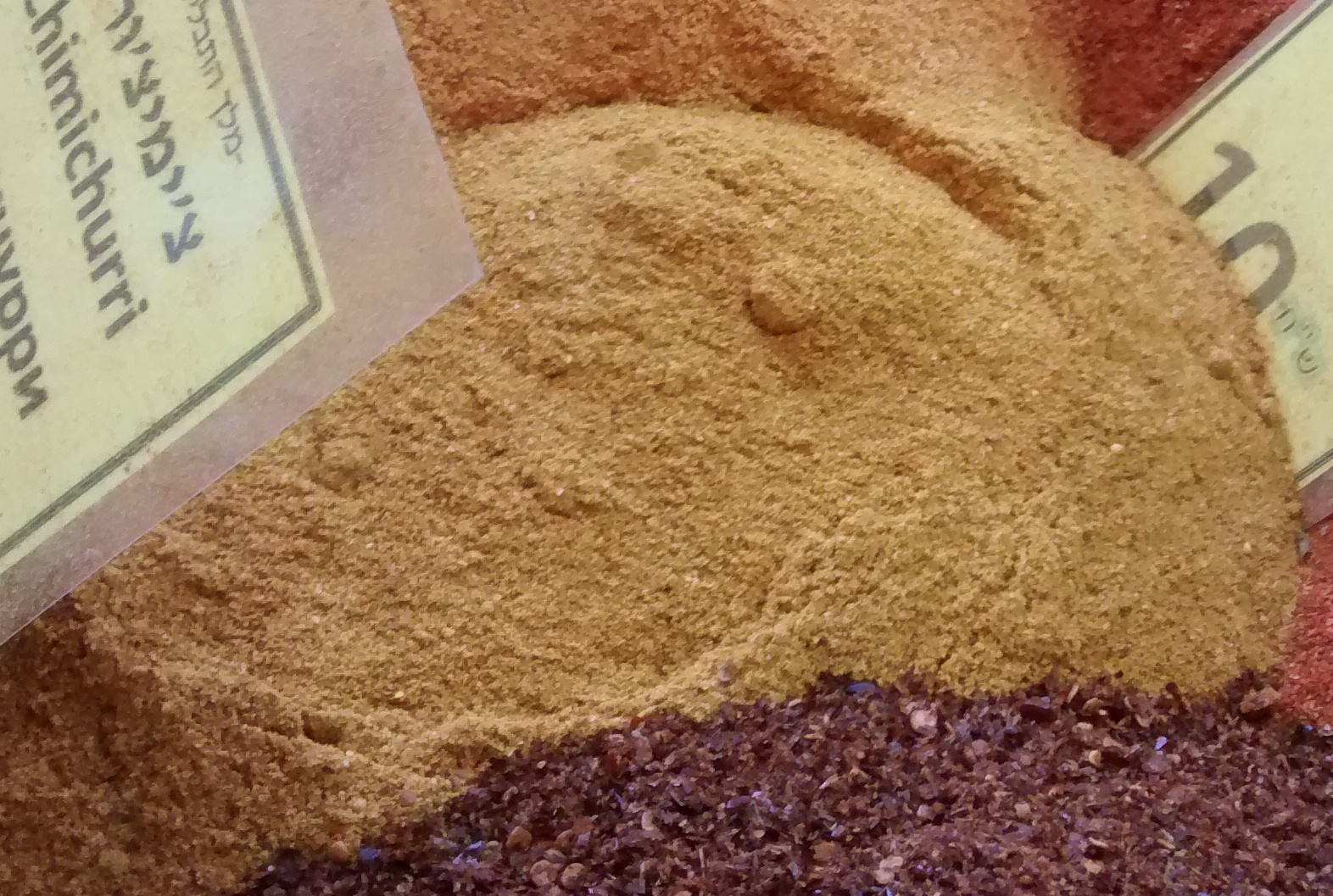
Hawayij em Tel Aviv

Hawayij é uma mistura de condimentos típica da Arábia Saudita, que inclui pimenta preta, alcaravia, cardamomo e açafrão. A mistura deve ser moída, a não ser que se usem os ingredientes em pó. 